# Хуан Антоніо Іпінья
Хуан Антоніо Іпінья (ісп. Juan Antonio Ipiña, нар. 23 серпня 1912, Ортуелья — пом. 7 вересня 1974, Більбао) — іспанський футболіст, що грав на позиції півзахисника. По завершенні ігрової кар'єри — футбольний тренер.
Виступав, зокрема, за клуб «Реал Мадрид», а також національну збірну Іспанії.
Дворазовий володар Кубка Іспанії з футболу.

## Клубна кар'єра
У дорослому футболі дебютував 1932 року виступами за команду клубу «Ерандіо», в якій провів один сезон, взявши участь лише у 5 матчах чемпіонату.
Згодом з 1933 по 1936 рік грав у складі команд клубів «Реал Сосьєдад» та «Атлетіко».
Після завершення громадянської війни в Іспанії продовжив виступи на футбольному полі. 1939 року став гравцем клубу «Реал Мадрид», за який відіграв 10 сезонів. Більшість часу, проведеного у складі мадридського «Реала», був основним гравцем команди, а з 1944 року — її капітаном. Завершив професійну кар'єру футболіста виступами за «королівський клуб» у 1949 році.

## Виступи за збірну
1936 року дебютував в офіційних матчах у складі національної збірної Іспанії. Протягом кар'єри у національній команді провів у її формі лише 6 матчів.

## Кар'єра тренера
Розпочав тренерську кар'єру невдовзі по завершенні кар'єри гравця, 1950 року, очоливши тренерський штаб клубу «Реал Вальядолід».
Надалі очолював команди клубів «Реал Мадрид» та «Севілья».
Останнім місцем тренерської роботи був клуб «Атлетик», команду якого Хуан Антоніо Іпінья очолював як головний тренер до 1962 року.
Помер 7 вересня 1974 року на 63-му році життя в місті Більбао.

## Титули та досягнення
- Володар Кубка Іспанії з футболу (2):

«Реал Мадрид»: 1946, 1947
- Володар Кубка Еви Дуарте (1):

«Реал Мадрид»: 1947